# قرار مجلس الأمن التابع للأمم المتحدة رقم 1531
قرار مجلس الأمن التابع للأمم المتحدة 1531، المتخذ بالإجماع في 12 آذار / مارس 2004، بعد إعادة التأكيد على جميع القرارات المتعلقة بالحالة بين إريتريا وإثيوبيا، ولا سيما القرار 1507 (2003)، مدد المجلس ولاية بعثة الأمم المتحدة في إثيوبيا وإريتريا (UNMEE) حتى 15 سبتمبر 2004.

## القرار

### أعمال
ومدد القرار ولاية بعثة الأمم المتحدة في إثيوبيا وإريتريا بمستوى القوات الحالي البالغ 4200 وفقا للقرار 1320 (2000). وتم حث الطرفين على الوفاء بالتزاماتهما بموجب اتفاق الجزائر والتعاون مع لجنة الحدود من أجل أن تفي بولايتها. ودُعيت الأطراف كذلك إلى التعاون مع بعثة الأمم المتحدة في إثيوبيا وإريتريا وحماية موظفي الأمم المتحدة وإنشاء ممر جوي بين عاصمتي أديس أبابا وأسمرة لتسهيل عمل العملية وتخفيض التكاليف الإضافية التي تتحملها الأمم المتحدة.
وجدد المجلس التأكيد على اهمية الحوار بين البلدين وتطبيع العلاقات الدبلوماسية مع متابعة التقدم. وقيام الأمين العام كوفي عنان بمراجعة فعالية البعثة باستمرار والنظر في تدابير التبسيط الممكنة.

## روابط خارجية
- نص القرار في undocs.org